# مالكوم سكوت
مالكوم سكوت (بالإنجليزية: Malcolm Scott)‏ (8 مايو 1936 - ) هو لاعب كركيت ولاعب كرة قدم بريطاني في مركز الدفاع. لعب مع دارلينجتون إف سى.

## وصلات خارجية
- مالكوم سكوت على موقع قاعدة بيانات كرة القدم.إي يو (الإنجليزية)